# El Arenal (Huixtla)
El Arenal es una localidad del estado mexicano de Chiapas. Es parte del municipio de Huixtla.

## Demografía
| Gráfica de evolución demográfica |
|                                  |

| Censo | Población |
| ----- | --------- |
| 1940  | 65        |
| 1950  | 58        |
| 1960  | 290       |
| 1970  | 375       |
| 1980  | 677       |
| 1990  | 611       |
| 2000  | 808       |
| 2010  | 860       |
| 2020  | 1 049     |